# Cinematógrafos Caro
Los Cinematógrafos Caro fueron unos cines que estaban ubicados en la calle Marqués de Caro número 1 de la ciudad de Valencia (España). Se trata de un edificio de estilo modernista valenciano que data del año 1910, obra del arquitecto Vicente Ferrer Pérez.

## Edificio
Fueron construidos por el arquitecto valenciano Vicente Ferrer Pérez en 1910. Su estilo arquitectónico era el modernismo valenciano con una clara influencia de la corriente modernista austriaca Sezession. Estaban ubicados dentro del Huerto de Sogueros, propiedad del Marqués de Caro. El edificio constaba de dos salas de proyección separadas por una cafetería en la parte central. 
Fue una iniciativa novedosa en Valencia y adelantada a su tiempo respecto a la concepción de dos salas de proyección independientes, como en las salas de multicines de la actualidad.
En los cines se proyectaban películas mudas ambientadas con la música en directo de un piano. A partir de 1934 operará con el nombre de Cine Museo utilizando solo una de las salas, en donde se proyectará cine sonoro. El Cine Museo funcionó hasta el año 1984. 
Fue derribado en 1995 y del edificio original modernista valenciano solo queda la fachada de una nave que ha sido añadida al patio del colegio público Santa Teresa, CEIP Santa Teresa. Dicha fachada conserva aun una bonita ornamentación floral típicamente modernista.